# Taxkorgan (gmina miejska)
Taxkorgan, także Tashkurgan (chiń. 塔什库尔干镇; pinyin Tǎshíkù’ěrgān Zhèn) – miejscowość i gmina miejska w zachodnich Chinach, w regionie autonomicznym Sinciang, w prefekturze Kaszgar, siedziba tadżyckiego powiatu autonomicznego Taxkorgan. W 2004 roku gmina miejska liczyła 5464 mieszkańców. 

## Historia
W okresie dynastii Han Taxkorgan był głównym ośrodkiem miejskim Królestwa Puli (蒲犁国), znanego w okresie Wei i Jin jako Manli (满犁). Znaczna część historyków utożsamia go z opisaną przez Klaudiusza Ptolemeusza Kamienną Wieżą, do której mieli dotrzeć wysłannicy greckiego kupca Maesa Titianusa. Miejsce to stanowiło w starożytności ważny punkt jedwabnego szlaku, w którym Chińczycy wymieniali towary z miejscowymi oraz hinduskimi kupcami.
Gmina miejska Taxkorgan została utworzona w lipcu 1985 roku.